# Noorder Muziek Instituut
Het Noorder Muziek Instituut (NMI) is een professionele particuliere muziekschool in de stad Groningen.
Het NMI is opgericht in december 1996 door een viertal gerenommeerde musici/docenten uit de stad Groningen, te weten Erwin Java, Patries van Iterson, Bas Mulder en Martien Stienstra.
Er worden lessen verzorgd in elke stijl binnen de lichte muziek.
De kernsecties van het NMI bestaan uit saxofoon, zang, (bas)gitaar, piano, en drums; juist die instrumenten die je aantreft in de gemiddelde bandbezetting.

## Docenten
- Christof Bauwens - (Bas)gitaar
- Jasper Dijkstra - Zang
- Marieke Hietkamp - Secretariaat
- Patries van Iterson - Zang
- Erwin Java - Gitaar
- Hendrik-Jan de Jong - Gitaar
- Dim Junius - Drums
- Jeroen Kriek - Zang
- Gwen Krook - Secretariaat
- Douwe van der Meulen - Piano
- Bas Mulder - Piano
- Nynke Rijnberg - Zang
- Martien Stienstra - Saxofoon
- Peter ten Wolde - Drums
- Marcel Wolthof - Drums